# Ulrich Hub
Ulrich Hub (* 2. November 1963 in Tübingen) ist ein deutscher Schriftsteller und Regisseur.

## Leben
Ulrich Hub absolvierte eine Schauspielausbildung an der Hochschule für Musik und Theater Hamburg. Anschließend war er an den Theatern in Gießen und Darmstadt als Schauspieler verpflichtet.
Bekannt wurde er mit seinem Bestseller „An der Arche um acht“ (2007) mit Illustrationen von Jörg Mühle, das bis heute zu den meistverkauften Kinderbüchern zählt und ebenso wie das gleichnamige Theaterstück in über 40 Sprachen übersetzt wurde. In seinem Buch „Das letzte Schaf“ erzählt er die Weihnachtsgeschichte aus Sicht von Schafen. Es wurde ebenfalls von Jörg Mühle illustriert. Er ist Mitgründer des PEN Berlin.
Hub lebt in Berlin.

## Theaterstücke (Auswahl)
- Fräulein Braun, UA Thalia Theater Hamburg 1995
- Der dickste Pinguin vom Pol, UA Theater Dortmund 1996
- Die Beleidigten, UA Theater der Stadt Heidelberg 1998
- Pinguine können keinen Käsekuchen backen, UA Komma Theater, Duisburg 2001
- Der Froschkönig, UA Stadttheater Gießen 2001
- Blaupause, UA Städtische Bühnen Köln 2002
- Imago, UA Bühnen der Stadt Köln 2004
- Das Schlafzimmer von Alice, UA Staatstheater Darmstadt 2005
- An der Arche um acht, UA Badisches Staatstheater Karlsruhe 2006
- Ich, Moby Dick, UA Städtische Bühnen Köln 2007
- Nathans Kinder, UA Theater Junge Generation Dresden 2009
- Füchse lügen nicht, UA Theater Junge Generation Dresden 2012
- Ein Känguru wie du, UA Stadttheater Ingolstadt 2014
- Die Rübe, UA Theater Junge Generation Dresden 2016
- Rumpelstilz, UA Stadttheater Klagenfurt 2017
- Das letzte Schaf, UA Theater Junge Generation Dresden 2018
- Lahme Ente, blindes Huhn, UA Theater Junge Generation Dresden 2022

## Hörspiele
- 2006: An der Arche um Acht, Regie: Andrea Getto, Komposition: Sabine Worthmann (HR/NDR)
- 2008: Nathans Kinder, Regie: Andrea Getto, Komposition: Sabine Worthmann (HR/WDR)
- 2015: Ein Känguru wie Du, Regie: Steffen Moratz, Komposition: Gundolf Nandico (MDR/WDR)

## Hörbücher
- 2014: Füchse lügen nicht, Autorenlesung, Silberfisch
- 2017: An der Arche um Acht, Autorenlesung, Regie: Dirk Kauffels, Komposition: Jürgen Treyz, Sauerländer audio
- 2018: Das letzte Schaf, Autorenlesung, Silberfisch
- 2021: Lahme Ente, blindes Huhn, Autorenlesung, Silberfisch
- 2023: Arschbombe verboten, Autorenlesung, Silberfisch

## Prosa
- An der Arche um Acht, (Buchfassung des Stücks), Düsseldorf (Sauerländer) 2007, ISBN 978-3-794161096
- Füchse lügen nicht, Hamburg (Carlsen) 2014, ISBN 978-3-551-55649-3
- Ein Känguru wie du, Hamburg (Carlsen) 2016, ISBN 978-3-551-55664-6

- Das letzte Schaf, Hamburg (Carlsen) 2018, ISBN 978-3-551-55384-3
- Lahme Ente, blindes Huhn Hamburg (Carlsen) 2021, ISBN 978-3-551-55810-7
- Arschbombe verboten Hamburg (Carlsen) 2023, ISBN 978-3-551-55786-5

## Inszenierungen (Auswahl)
- Medea von Euripides (Staatstheater Darmstadt) 1994
- Fräulein Braun (Thalia Theater Hamburg 1995)
- Die Beleidigten (Maxim-Gorki-Theater Berlin 1999)
- Eugen Onegin – Oper von Tschaikowski (Wuppertaler Bühnen 2002)
- Das Schlafzimmer von Alice (Staatstheater Darmstadt 2005)
- Nathans Kinder (Theater Junge Generation Dresden 2009)
- Faustrecht der Freiheit nach Rainer Werner Fassbinders Film (Freies Werkstatt-Theater Köln 2015)
- Der Königs liebstes Kind, UA (Theater der Jugend Wien) 2012
- Füchse lügen nicht, UA Theater Junge Generation Dresden 2012
- Die Ermittlung von Peter Weiss (Freies Werkstatt Theater Köln) 2015
- Die Rübe, UA Theater Junge Generation Dresden 2016
- Rumpelstilz UA Stadttheater Klagenfurt 2017
- Das letzte Schaf, UA Theater Junge Generation Dresden 2018

## Preise und Auszeichnungen
Ulrich Hub erhielt ein Stipendium des Deutschen Literaturfonds e. V. Weitere Auszeichnungen waren:
- 1997: Preis der Frankfurter Autorenstiftung
- 1997: Preis des Heidelberger Stückemarkts
- 2000: Kaas und Kappes (für Pinguine können keinen Käsekuchen backen)
- 2006: Kaas und Kappes (für An der Arche um Acht)[3]
- 2006: Deutscher Kindertheaterpreis (für An der Arche um Acht)
- 2006: Deutscher Kinderhörspielpreis (für An der Arche um Acht)
- 2006: Kinderhörspielpreis der Stadt Karlsruhe (für An der Arche um Acht)
- 2008: KinderLITERAturpreis (für An der Arche um Acht)
- 2008: Kröte des Monats Januar (für  An der Arche um Acht)
- 2010: Mülheimer KinderStückePreis für Nathans Kinder
- 2012: Jan-Dorman-Ehrenpreis des Polnischen Zentrums ASSITEJ
- 2013: National Jewish Book Award in der Kategorie Children’s and Young Adults für An der Arche um Acht
- 2014: White Ravens für Füchse lügen nicht
- 2015: Auszeichnung der Jugend-Jury des Mülheimer KinderStückePreises für Ein Känguru wie Du
- 2017: Nordstemmer Zuckerrübe für Füchse lügen nicht
- 2018: Luchs des Monats Dezember, zusammen mit dem Illustrator Jörg Mühle, für Das letzte Schaf[4]
- 2023: Nominiert beim Mülheimer KinderStückePreis für Lahme Ente, blindes Huhn